# スオミの話をしよう
『スオミの話をしよう』（スオミのはなしをしよう）は、2024年9月13日に公開された日本映画。脚本・監督は三谷幸喜、主演は長澤まさみ。三谷にとって『記憶にございません!』以来5年ぶり、9作目の監督映画となる。

## あらすじ
謎の女スオミが繰り広げる珍騒動。
幾度となく離婚を繰り返す謎の女スオミ。
現在の夫は売れっ子詩人で大金持ち。その妻スオミが謎の失踪を遂げた。
ことを公にしたくない夫は知り合いの刑事に相談するが、その刑事はスオミの元夫の一人。
ストーリーが進むにつれ過去の夫たちが巻き込まれてスオミ探しをする。
結果スオミの狂言。

## キャスト
- スオミ / 時枝：長澤まさみ
- 草野圭吾：西島秀俊[4][5]
- 十勝左衛門：松坂桃李[4][5]
- 小磯杜夫：瀬戸康史[6][7]
- 魚山大吉：遠藤憲一[4][5]
- 宇賀神守：小林隆[4][5]
- 寒川しずお：坂東彌十郎[4][5]
- 乙骨直虎：戸塚純貴[6][7]
- 阿南健治[8]
- 梶原善[8]
- 薊：宮澤エマ[6][7]
- ゆうたろう[9]
- 操上和美[10]
- 永嶋玲
- 村井美和

## スタッフ
- 脚本・監督：三谷幸喜
- 製作：大多亮、市川南[8]
- プロデューサー：玉井宏昌、石塚紘太[8]
- アソシエイトプロデューサー：石原隆[8]
- ラインプロデューサー：森賢正[8]
- 撮影：山本英夫（J.S.C.）[8]
- 照明：小野晃[8]
- 録音：瀬川徹夫[8]
- 美術：棈木陽次[8]
- 音楽：荻野清子[8]
- 衣装デザイン：宇都宮いく子[8]
- 装飾：田村一徳[8]
- 編集：松尾浩[8]
- スクリプター：山縣有希子[8]
- 音響効果：倉橋静男[8]
- VFXスーパーバイザー：田中貴志[8]
- カラーグレーダー：齋藤精二[8]
- 美術プロデュース：三竹寛典[8]
- アートコーディネート：杉山貴直[8]
- キャスティング：杉野剛[8]
- 助監督：是安祐[8]
- 製作担当：鍋島章浩[8]
- 配給：東宝[8][7]
- 制作プロダクション：エピスコープ[7]
- 製作：フジテレビジョン、東宝[7]

## ホームメディア
ポニーキャニオンよりDISCの販売が行われている。
- 『スオミの話をしよう』Blu-ray スペシャル・エディション 発売日：2025年2月26日 品番:PCXC-50179
- 『スオミの話をしよう』DVD スペシャル・エディション 発売日：2025年2月26日 品番:PCBC-61806
- 『スオミの話をしよう』Blu-ray スタンダード・エディション：2025年2月26日 品番:PCXC-50180
- 『スオミの話をしよう』DVD スタンダード・エディション：2025年2月26日 品番:PCBC-52775